# Дзвіниця (Осіч)
Дзвіниця (Осіч)  — мурована надбрамна дзвіниця Батуринського Миколаївського Крупицького монастиря у селі Вербівка (Осіч) Бахмацького району Чернігівської області, пам'ятка української архітектури в стилі класицизму.

## Опис
Висота цієї вежоподібної будови - 31,05 метрів. Споруда цегляна, поштукатурена і  побілена. Представляє  традиційний тип дзвіниці — "восьмерик на четверику". В основі композиції — ярусна будівля. 
Четверик (основа споруди) розмірами 8,8 х 8,8 м. Він має два поверхи. У нижньому поверсі знаходиться проїзна арка, верхній - глухий.
Грані восьмерика прорізані великими отворами для дзвонів. Аркові отвори для дзвонів спрямовані за напрямами світу. 
Два  восьмерики мають грані по кутах. Скромне декоративне оформлення восьмериків протиставлене насиченому оздобленню основи дзвіниці -четверика. Арка проїзду облямована лопатками з архівольтом кулеподібного обрису. Вище у два яруси розташовані плоскі аркові ніші, розділені півколонками, як на фасадах соборів Крупицько-Батуринського та Густинського монастирів.
Завершують дзвіницю кокошники складних обрисів, восьмигранний підбанник з круглими вікнами та грушоподібна баня з ліхтариком. В архітектурі верху споруди помітні впливи романтизму: романська аркатура, неоросійські кокошники.
Із східного і західного боку дзвіницю фланкували одноповерхові корпуси, що не збереглися.
Пам'ятку добре видно з обох берегів і заплави річки Сейм. Її високий об'єм розташований у перспективі двох шляхів, що ведуть до монастиря.

## Історія

Вигляд монастиря на початку XX століття

Дзвіниця входить до комплексу Батуринського Миколо–Крупицького монастиря,  розташованого на правому березі річки Сейм, на території села Вербівка (Обмачівська сільська рада) поблизу Батурина.
За монастирською легендою, Свято–Миколаївський Крупицький Батуринський монастир заснований ще в ХІ столітті на території нинішніх селищ Осіч (скит) та Вербівка Бахмацького району Чернігівської області. 
Спочатку дзвіниця була дерев'яною — як і всі монастирські будівлі. Вона зображена на малюнку Крупицько-Батуринського Святомиколаївського монастиря невідомого автора кінця XVII – початку XVIII ст., вміщеному на титульній сторінці монастирського синодика. У той час оборонними спорудами монастиря була дерев’яна огорожа на стовпах із трьома кутовими вежами, винесеними за лінію монастирської стіни для можливості ведення фронтального вогню. Оборонними вузлами були дві брами: парадна з двоповерховим надбрамним корпусом з боку Сейму та північна – у нижньому ярусі двоповерхової дзвіниці, яка знаходилася у створі північного відрізку огорожі. 
Будівництво нової кам'яної дзвіниці на місці старої дерев'яної велося у 1823-1825 роках. за ігумена Гервасія (1806-1831). Її звели у два яруси.
Ігумен Августин (1853-1870) вирішив було добудувати дзвіницю, але виявилося, що в якості матеріалів для її побудови були використані  залишки  Меншиківського погрому 1708 року. При цьому використовувався глиняний, а не вапняковий  розчин. Тому дзвіницю розібрали до основи і збудували нову. На ній було встановлено 7 дзвонів, один з яких — вагою в 100 пудів. Його виготовив знаний майстер з сусіднього села Митченки Никифор Котляр.
Наразі дзвіниця у комплексі з територією і всіма спорудами Крупицького монастиря входить до складу Національного історико–культурного заповідника «Гетьманська столиця».